# 東急新横浜線
東急新横浜線（とうきゅうしんよこはません）は、神奈川県横浜市港北区の新横浜駅から同区日吉駅までを結ぶ東急電鉄の鉄道路線である。路線図や駅ナンバリングで使用される路線カラーは紫色、路線記号はSH。

## 概要
東急電鉄の東横線・目黒線と、横浜市営地下鉄ブルーライン・横浜線・東海道新幹線の停車駅である新横浜駅および相模鉄道（相鉄）各線を直通で結ぶ路線で、東横線・目黒線の日吉駅から分岐して新横浜駅を経て、相模鉄道の相鉄新横浜線・相鉄本線・相鉄いずみ野線と相互直通運転を行っている。
本路線と相鉄新横浜線は、地下鉄事業者の東京メトロを除いた大手私鉄同士の異なる会社の路線を地下鉄を介さずに直接結ぶ路線であり、関東では初めてのケースとなる。本路線の列車は日吉駅から先は目黒線を経由して目黒駅からは地下鉄線となり、東京メトロ南北線・埼玉高速鉄道線に乗り入れる系統と都営地下鉄三田線に乗り入れる系統、もうひとつは日吉駅から先は東横線を経由して渋谷駅からは地下鉄線となり、東京メトロ副都心線・東武東上線に乗り入れる系統がある。
路線名は単なる「新横浜線」ではなく、東急多摩川線と同様に「東急」を含めた東急新横浜線である。直通先の相鉄新横浜線も同様に会社略称を路線名に含む。本路線は鉄道建設・運輸施設整備支援機構（鉄道・運輸機構）によって整備される神奈川東部方面線の第二期整備区間である相鉄・東急直通線を構成している。
運賃には、新横浜駅 - 新綱島駅間は加算運賃が設定されている。新綱島駅 - 日吉駅間においては渋谷駅・目黒駅方面からの運賃を綱島駅と同額とするため加算運賃が適用されない。
営業運転される列車は20m車両10両編成（東横線直通）と6両編成と8両編成（目黒線直通）である。開業当初から全駅にホームドアが設置されており、運転士が列車の運転と列車のドアとホームドアの開閉を行うワンマン運転が行われている。

### 路線データ
- 路線距離：新横浜 - 日吉間 5.8km
- 軌間：1,067mm
- 複線区間：全線
- 電化区間：全線（直流1,500V）
- 閉塞方式：車内信号閉塞式（ATC-P）
- 営業最高速度：100km/h

## 歴史
- 2022年（令和4年）
  - 1月27日 開業日を2023年3月とし、相鉄新横浜線を経由して相鉄本線、相鉄いずみ野線との相互直通運転、東急目黒線を経由して都営地下鉄三田線または東京メトロ南北線・埼玉高速鉄道線、および東急東横線を経由して東京メトロ副都心線・東武東上線との直通運転を行うと正式に発表した[1][2]。
  - 7月22日 新横浜駅構内でレール締結式を開催[5][6]。
  - 9月16日 駅ナンバリングが決定し、東急新横浜線の路線記号は「SH」[7]。
  - 10月21日 正式な駅名が決定し、日吉駅から順に新綱島駅（新綱島駅）、新横浜駅（新横浜駅）となる（カッコ内はこれまでの仮称）[8]。
  - 11月3日 2023年3月まで線内試運転を実施[9]。
  - 11月24日 2023年3月開業時のダイヤ概要を発表。東急新横浜線は各駅停車（目黒線直通列車のみ）と急行の運行となり、全列車が停車となる[4][10]。
  - 12月16日 開業日が2023年3月18日と正式発表[11][12][13][14][15][16][17][18][19][20]。
- 2023年（令和5年）
  - 3月5日 相模鉄道と東急電鉄の社長らが出席して完成式典を新横浜駅で開催[21]。
  - 3月18日 東急新横浜線として新横浜 - 日吉間が開業[11][13][22]。新横浜駅から相鉄新横浜線を経由して相鉄本線、相鉄いずみ野線との相互直通運転、日吉駅から東急目黒線を経由して都営地下鉄三田線または東京メトロ南北線・埼玉高速鉄道線、および東急東横線を経由して東京メトロ副都心線・東武東上線との間で直通運転が開始される。ワンマン運転を開始[4]。
- 2024年（令和6年）
  - 1月20日 目黒線を含む日吉駅での列車停止位置を新横浜駅側へ変更[23]。
  - 3月16日 開業以来初めてのダイヤ改正を実施。平日早朝時間帯の目黒線直通列車の各駅停車の運行本数を1本増発および日中時間帯の運行本数を6本から8本に増発[24]。

## 沿線風景
当路線のほとんどは地下区間であり地上区間は日吉駅のみとなり、踏切はない。
東横線・目黒線を走行する日吉駅 - 渋谷駅間、日吉駅 - 目黒駅間は「東急東横線」・「東急目黒線」の頁をそれぞれ参照。

### 新横浜駅 - 日吉駅間
相模鉄道との共同使用駅で横浜市営地下鉄ブルーライン、横浜線、東海道新幹線と乗り換えできる新横浜駅は、島式ホーム2面3線構造の地下駅である。新横浜駅を出発すると、鶴見川の真下をくぐって、しばらくすると島式ホーム1面2線の地下駅新綱島駅に到着する。新綱島駅を出発すると最大35 ‰の急勾配を上り、下りながら地下区間から地上区間に入り東急新横浜線の終点で東横線、目黒線および横浜市営地下鉄グリーンラインと接続する島式ホーム2面4線の半地下駅日吉駅に到着する。同駅からは東横線または目黒線に乗り入れる。

## 運行形態
本路線の正式な起点は新横浜駅であるが、列車運行上は新横浜方面が下り、日吉方面が上りとなっており、以下の記述もそれに従う。
新横浜駅から相鉄新横浜線、日吉駅から東急目黒線または東急東横線に直通する運転形態となっており、線内のみの列車は平日下り2本・土休日は深夜に下り1本があるのみとなっている。
基本的に
- 相鉄本線海老名駅より相鉄新横浜線 - 東急新横浜線 - 東急目黒線を経由し、東京メトロ南北線赤羽岩淵駅・埼玉高速鉄道埼玉スタジアム線浦和美園駅方面または都営地下鉄三田線西高島平駅方面を結ぶ系統（日中時間帯は都営三田線直通のみ）
- 相鉄いずみ野線湘南台駅より相鉄本線・相鉄新横浜線 - 東急新横浜線 - 東急東横線を経由し、東京メトロ副都心線和光市駅・東武東上線川越市駅方面を結ぶ系統
- 新横浜駅より東急新横浜線 - 東急目黒線を経由し、東京メトロ南北線赤羽岩淵駅・埼玉高速鉄道埼玉スタジアム線浦和美園駅方面または都営地下鉄三田線西高島平駅方面を結ぶ系統

で構成される。
乗り入れ先である相鉄線内において、JR線直通列車と東横線直通列車の運行経路や行先がほぼ同じ（渋谷・新宿・池袋・川越など）となっているため、相鉄本線はJR線直通と目黒線直通・相鉄いずみ野線は東横線直通と運用が棲み分けられている。ただし、早朝・深夜・ラッシュ時間帯には、例外として相鉄本線より東急東横線へ、相鉄いずみ野線より東急目黒線へ入る運用も数本存在する。また、東急東横線・渋谷駅から新横浜駅止まりの列車も平日深夜下り1本（Qシート連結の固定運用）存在する。
朝7時台の新横浜駅発上り列車は、東横線直通が4本、目黒線直通が11本の構成で、うち5本は新横浜駅始発の目黒線直通列車となっている。
昼間時間帯のパターンダイヤでは、東横線直通が2本、目黒線直通が6本の構成で、東横線直通は2本とも相鉄いずみ野線・湘南台発着、目黒線直通6本中2本は相鉄本線・海老名発着、残り4本は新横浜折り返しとなっている。新横浜方面はほぼ7分30秒間隔であるが、日吉方面は2 - 12分間隔とランダムである。
種別は急行と各駅停車が設定され、各駅停車は東横線直通列車には一切設定されていない。いずれの種別も東急新横浜線内は全駅に停車する。
相鉄線直通列車は一部を除き急行で運転され、基本的に新横浜駅にて種別変更が行われるが、相鉄・東急とも各駅停車という列車も存在している。また、下りのみ日吉駅始発が設定されているが、相鉄線直通は東横線の車両を使用するため急行、新横浜駅止まりは目黒線の車両を使用するため各駅停車として運転される。日吉発の急行のうち平日朝の1本は相鉄線内特急であるが、それ以外は相鉄線内は各駅停車となっており、相鉄線内各駅停車の日吉駅始発急行は始発から終着まで通過駅が存在しない列車となっている。
2024年3月16日ダイヤ改正時点での東急新横浜線（一体として運行されている相鉄新横浜線、相鉄本線、相鉄いずみ野線、東京メトロ副都心線、南北線、埼玉スタジアム線、都営三田線を含む）における日中1時間あたりの運行本数は以下のとおりである。
| 系統＼駅名 | 系統＼駅名     | 東横線・目黒線方面 直通先 | 日吉 | …   | 新横浜 | 相鉄線方面 直通先  |
| ---------- | -------------- | ------------------------- | ---- | --- | ------ | ------------------ |
| 運行 本数  | 東横線直通急行 | 川越市←                   | 1本  | 1本 | 1本    | →湘南台            |
| 運行 本数  | 東横線直通急行 | 和光市←                   | 1本  | 1本 | 1本    | →湘南台            |
| 運行 本数  | 目黒線直通急行 | 西高島平←                 | 2本  | 2本 | 2本    | →海老名            |
| 運行 本数  | 目黒線直通急行 | 浦和美園←                 | 1本  | 1本 | 1本    | （新横浜折り返し） |
| 運行 本数  | 目黒線直通急行 | 赤羽岩淵←                 | 1本  | 1本 | 1本    | （新横浜折り返し） |
| 運行 本数  | 目黒線直通各停 | 浦和美園←                 | 1本  | 1本 | 1本    | （新横浜折り返し） |
| 運行 本数  | 目黒線直通各停 | 赤羽岩淵←                 | 1本  | 1本 | 1本    | （新横浜折り返し） |

### 臨時列車
新横浜駅周辺のイベント開催（横浜国際総合競技場〈日産スタジアム〉でのサッカーの試合や横浜アリーナでのコンサート開催）に合わせ、混雑緩和と利便性向上を目的に臨時列車を運転することがあり、主に日吉止まりの目黒線各駅停車を新横浜まで延長運転させる。これは開業初日の2023年3月18日（J1リーグ第5節・横浜F・マリノス対鹿島アントラーズ、三代目 J SOUL BROTHERS from EXILE TRIBEのライブ）から行われている。

## 駅一覧
日吉駅 - 渋谷駅間の東横線の停車駅などについては「東横線」を参照。日吉駅 - 目黒駅間の目黒線の停車駅などについては「目黒線」を参照。
- 日吉側から記述。正式な起点は新横浜駅。
- 全列車区間内各駅に停車。
- 全線神奈川県横浜市港北区内に所在。
- 駅番号は、2023年3月開業当初から導入[7]。

| 駅番号       | 駅名         | 駅間キロ     | 累計キロ     | 接続路線・備考 | 地上／ 地下 | |
| ------------ | ------------ | ------------ | ------------ | --- | --- | --- |
| 直通運転区間 | 直通運転区間 | 直通運転区間 | 直通運転区間 | 東横線・ 東京メトロ副都心線経由 東武東上線森林公園駅（土曜・休日の一部列車のみ小川町駅）まで 目黒線・ 東京メトロ南北線経由 埼玉高速鉄道線浦和美園駅まで 目黒線経由 都営三田線西高島平駅まで | 東横線・ 東京メトロ副都心線経由 東武東上線森林公園駅（土曜・休日の一部列車のみ小川町駅）まで 目黒線・ 東京メトロ南北線経由 埼玉高速鉄道線浦和美園駅まで 目黒線経由 都営三田線西高島平駅まで | 東横線・ 東京メトロ副都心線経由 東武東上線森林公園駅（土曜・休日の一部列車のみ小川町駅）まで 目黒線・ 東京メトロ南北線経由 埼玉高速鉄道線浦和美園駅まで 目黒線経由 都営三田線西高島平駅まで |
| SH03         | 日吉駅       | -            | 0.0          | 東急電鉄： 東横線 (TY13)〈横浜方面〉・ 目黒線 (MG13)（直通運転：上記参照） 横浜市営地下鉄： グリーンライン (G10)                                                                            | 地上 | |
| SH02         | 新綱島駅     | 2.2          | 2.2          | | 地下 | |
| SH01         | 新横浜駅     | 3.6          | 5.8          | 相模鉄道： 相鉄新横浜線 (SO52)（直通運転：下記参照） 東海旅客鉄道： 東海道新幹線 東日本旅客鉄道： 横浜線 (JH16) 横浜市営地下鉄： ブルーライン (B25)                                         | 地下 | |
| 直通運転区間 | 直通運転区間 | 直通運転区間 | 直通運転区間 | 相鉄新横浜線経由 相鉄本線海老名駅まで 相鉄新横浜線・ 相鉄本線経由 相鉄いずみ野線湘南台駅まで                                                                                                | 相鉄新横浜線経由 相鉄本線海老名駅まで 相鉄新横浜線・ 相鉄本線経由 相鉄いずみ野線湘南台駅まで                                                                                                | 相鉄新横浜線経由 相鉄本線海老名駅まで 相鉄新横浜線・ 相鉄本線経由 相鉄いずみ野線湘南台駅まで                                                                                                |

- 緩急接続が可能な駅：新横浜駅・日吉駅
- 折り返し可能な駅：新横浜駅・日吉駅

## 使用車両
- ○は相鉄線直通対応。無印は相鉄線非対応。
- それ以外の車両は新横浜駅で目黒線方面に折り返し運転をしている（目黒線直通車両のみ）。
- 東急車・相鉄車以外の東横線に乗り入れる10両編成各形式（いずれも相鉄線非対応）は開業前の試運転で入線しているが、定期運用はない。

### 東横線直通車両

#### 自社車両

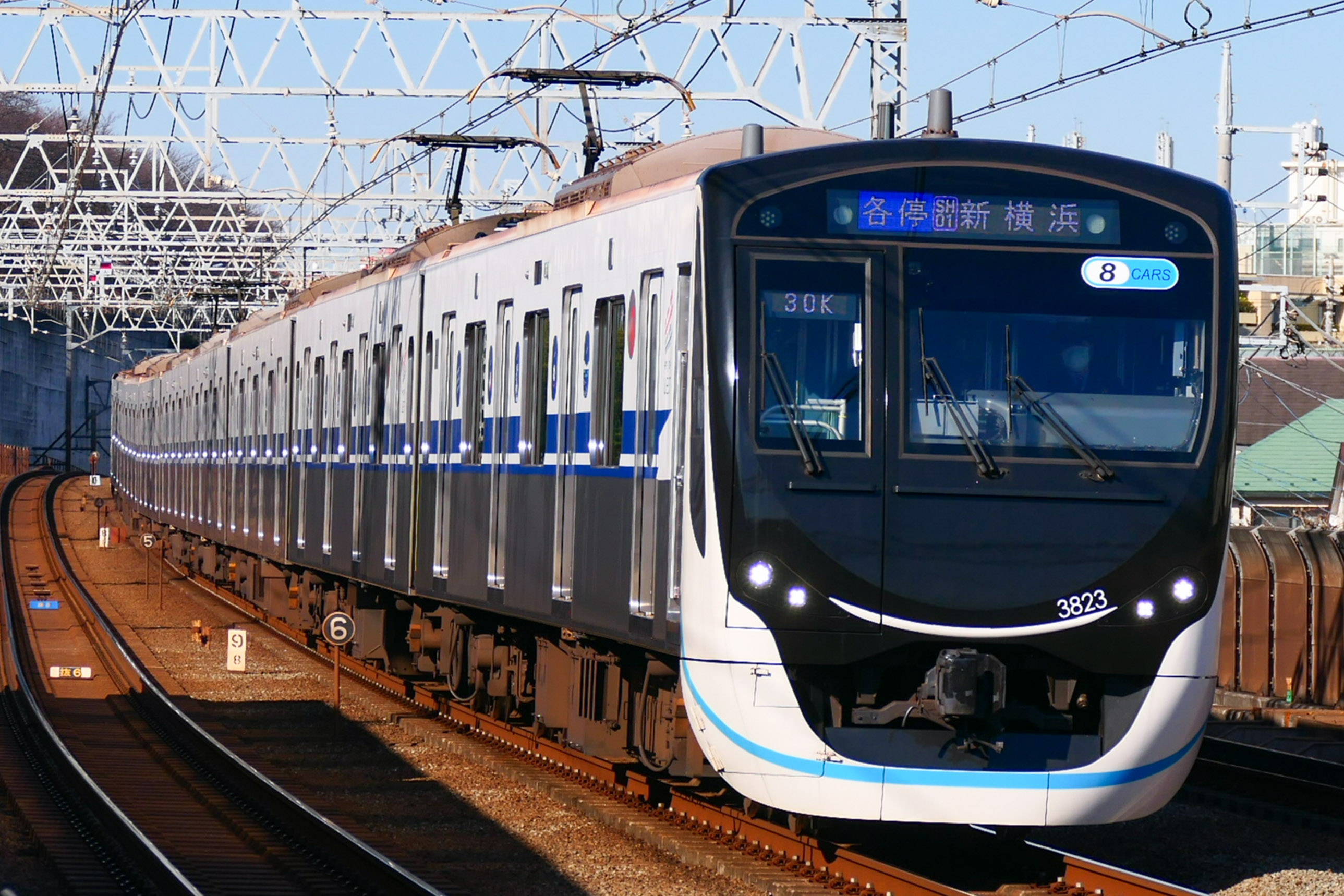
5050系4000番台（10両編成）○
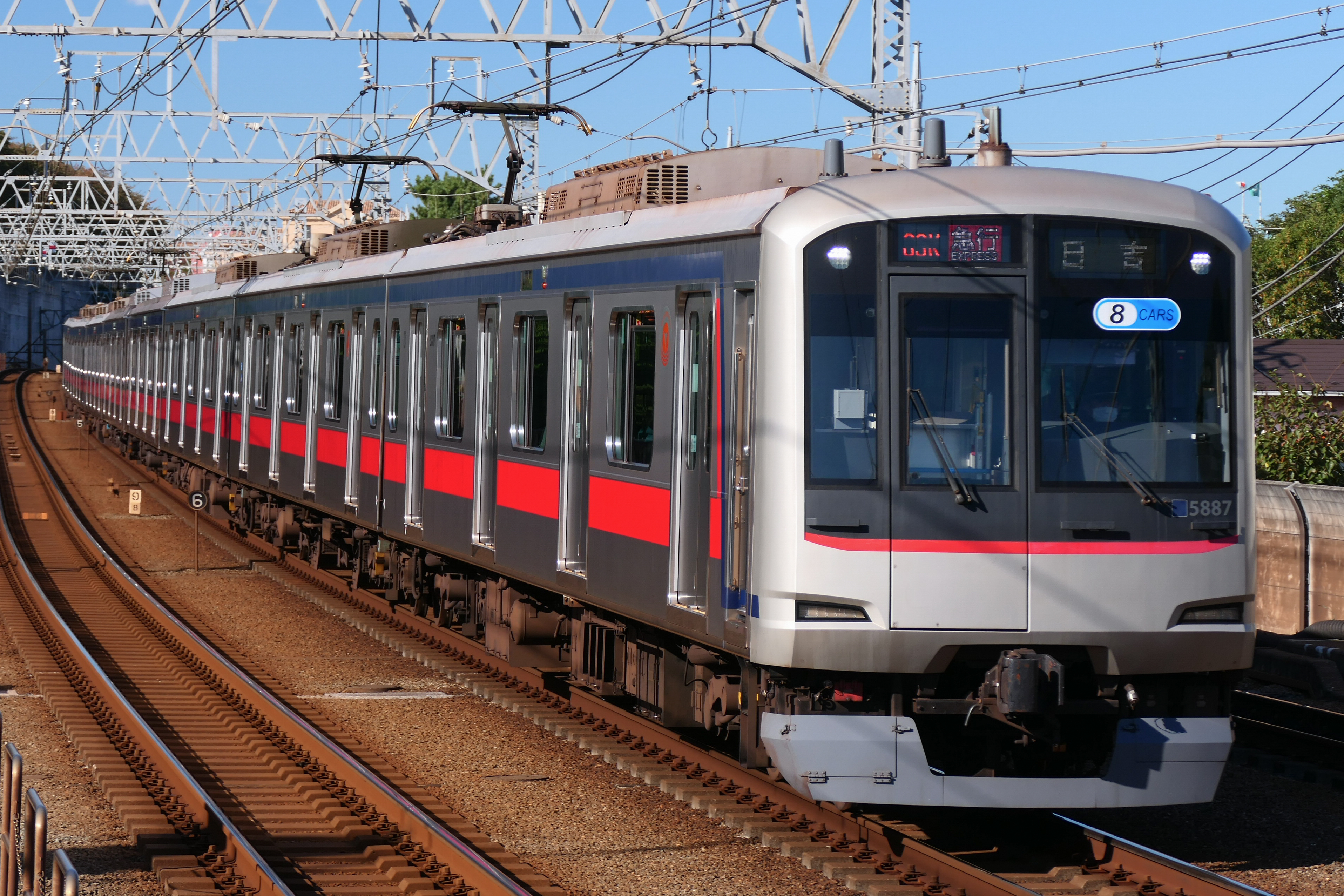
5080系
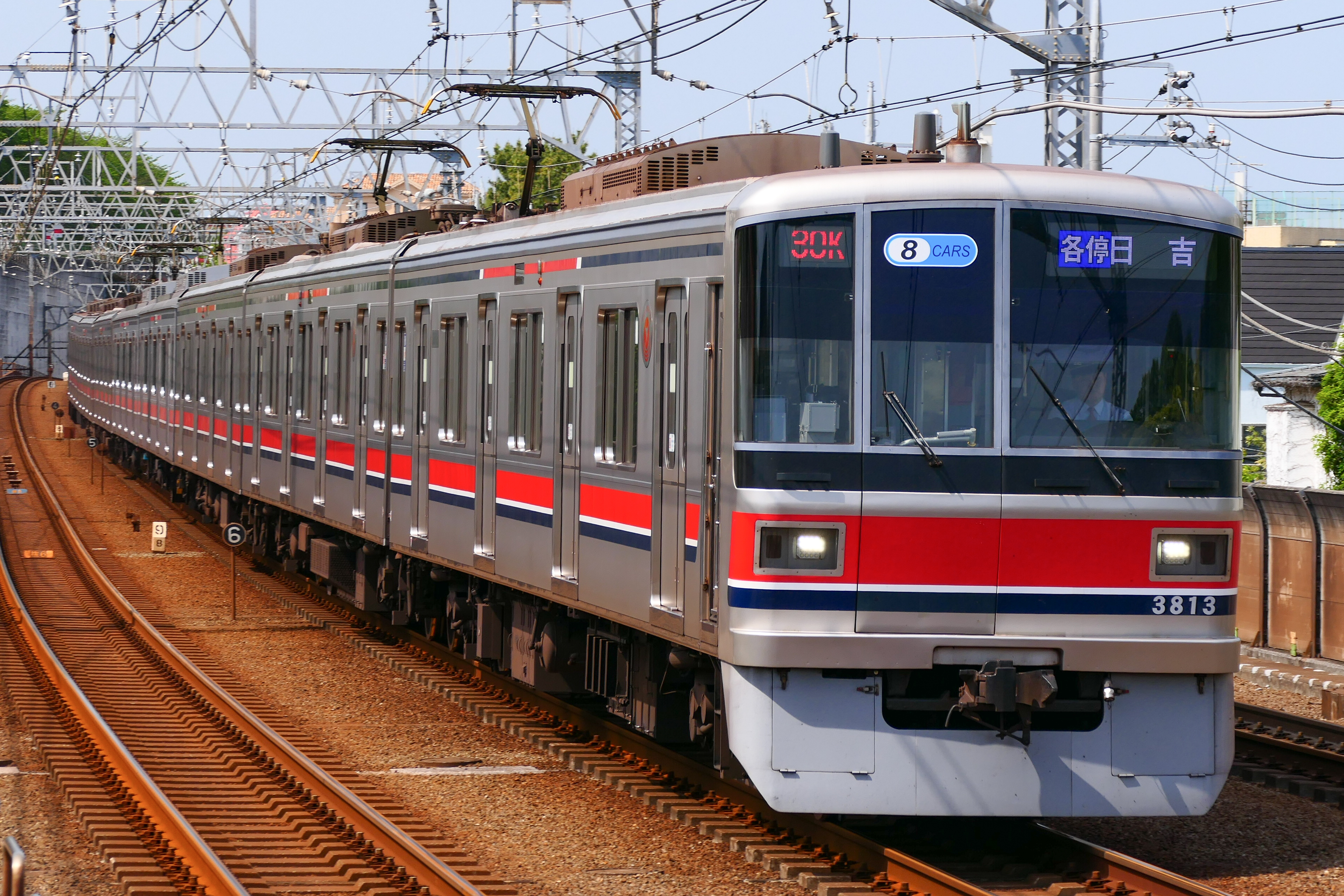
3000系

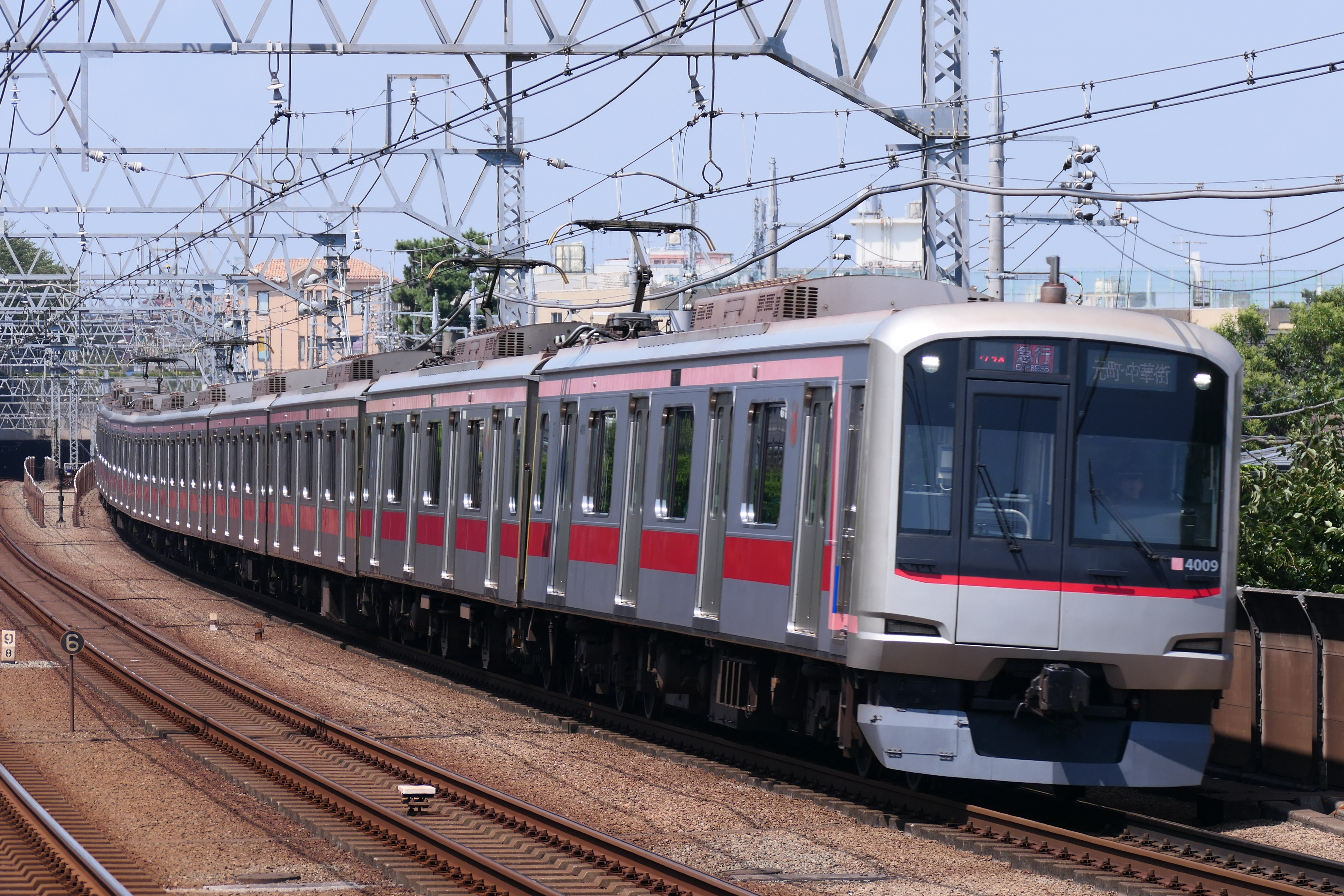
5050系4000番台

#### 乗り入れ車両

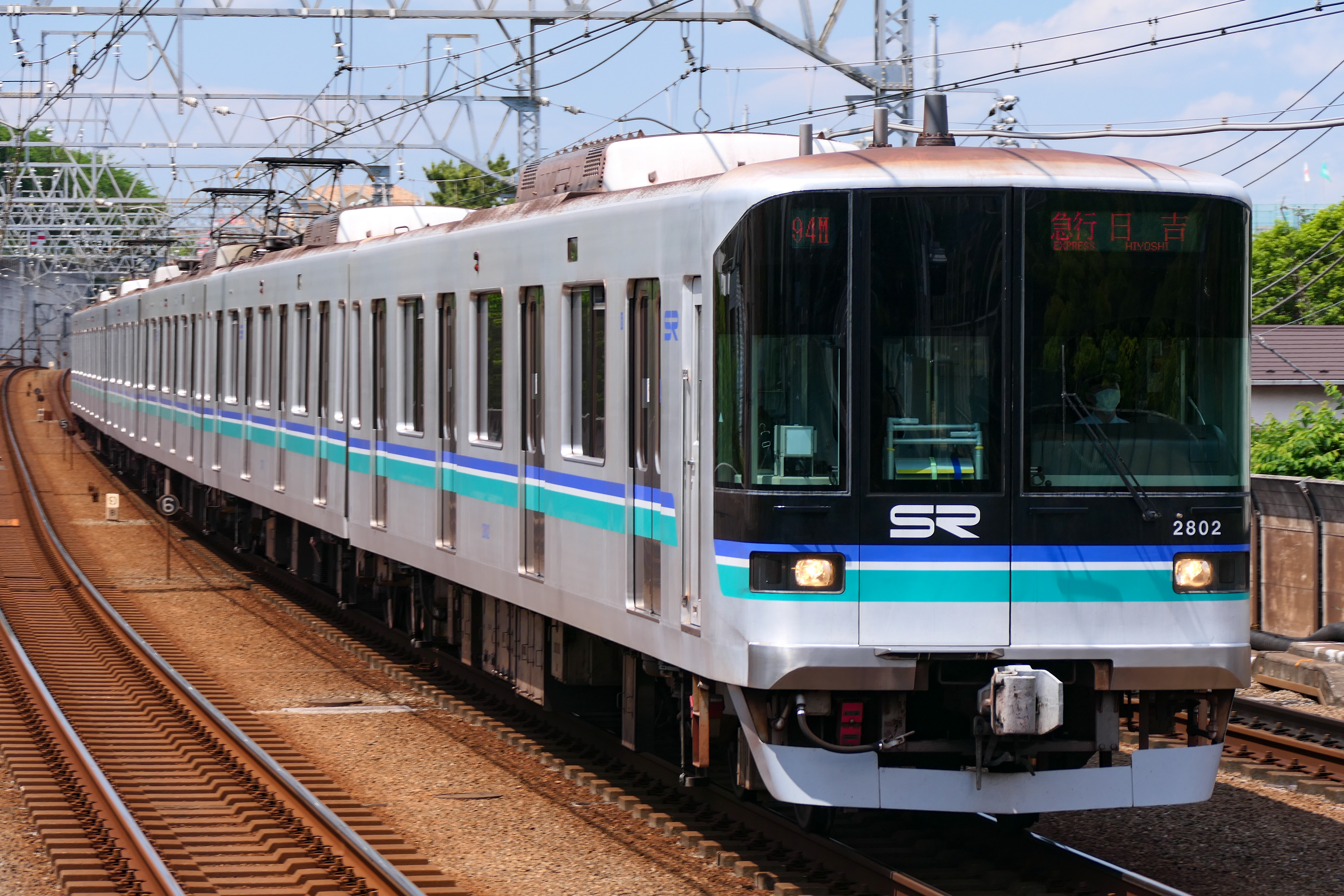
2000系

相模鉄道

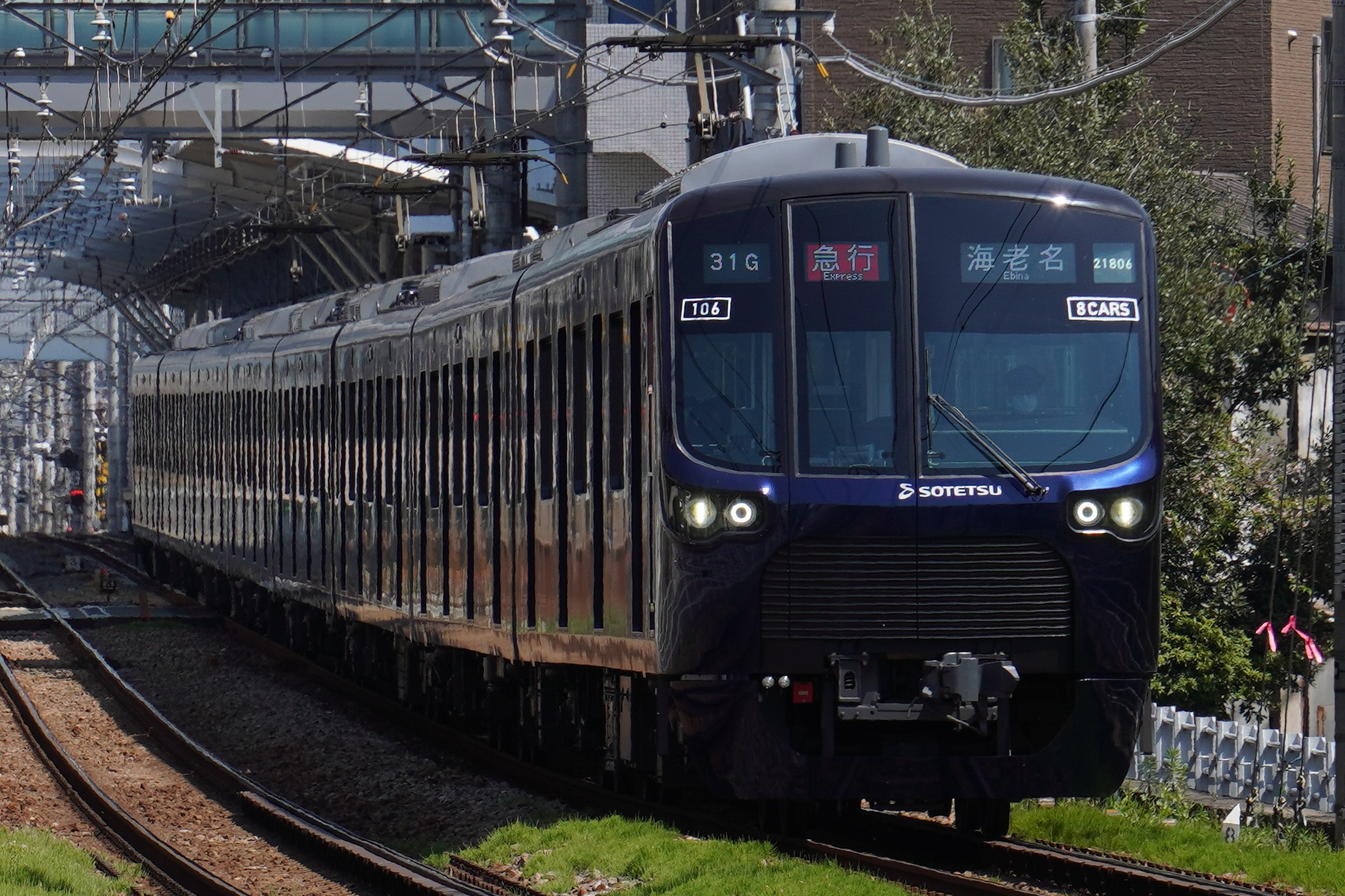
20000系（10両編成）○

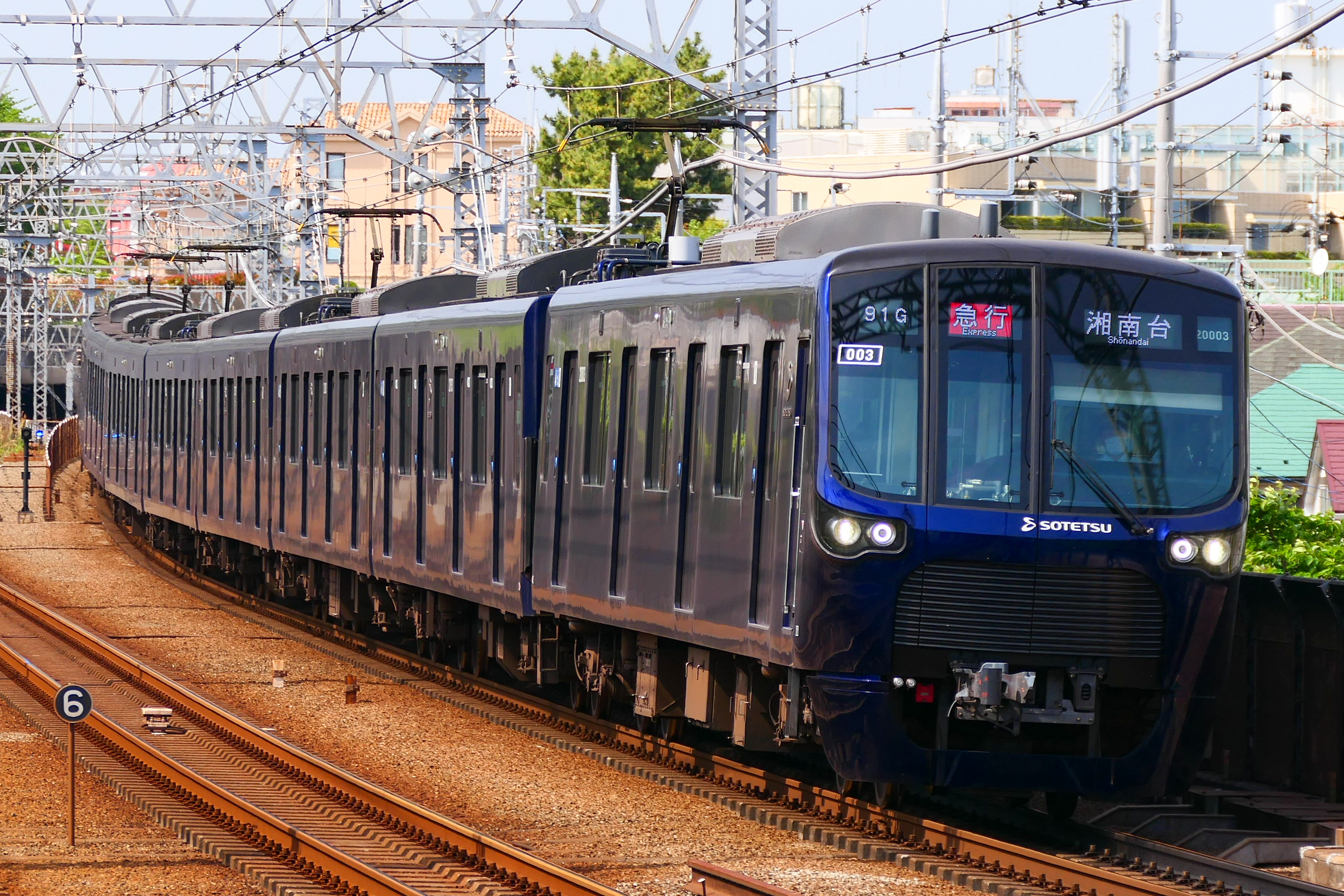
20000系

### 目黒線直通車両

#### 自社車両
- 3020系（8両編成）○
- 5080系（8両編成）○
- 3000系（8両編成）○

- 3020系
- 5080系
- 3000系

#### 乗り入れ車両
相模鉄道
- 21000系（8両編成）○

- 21000系

東京メトロ
- 9000系（6・8両編成）

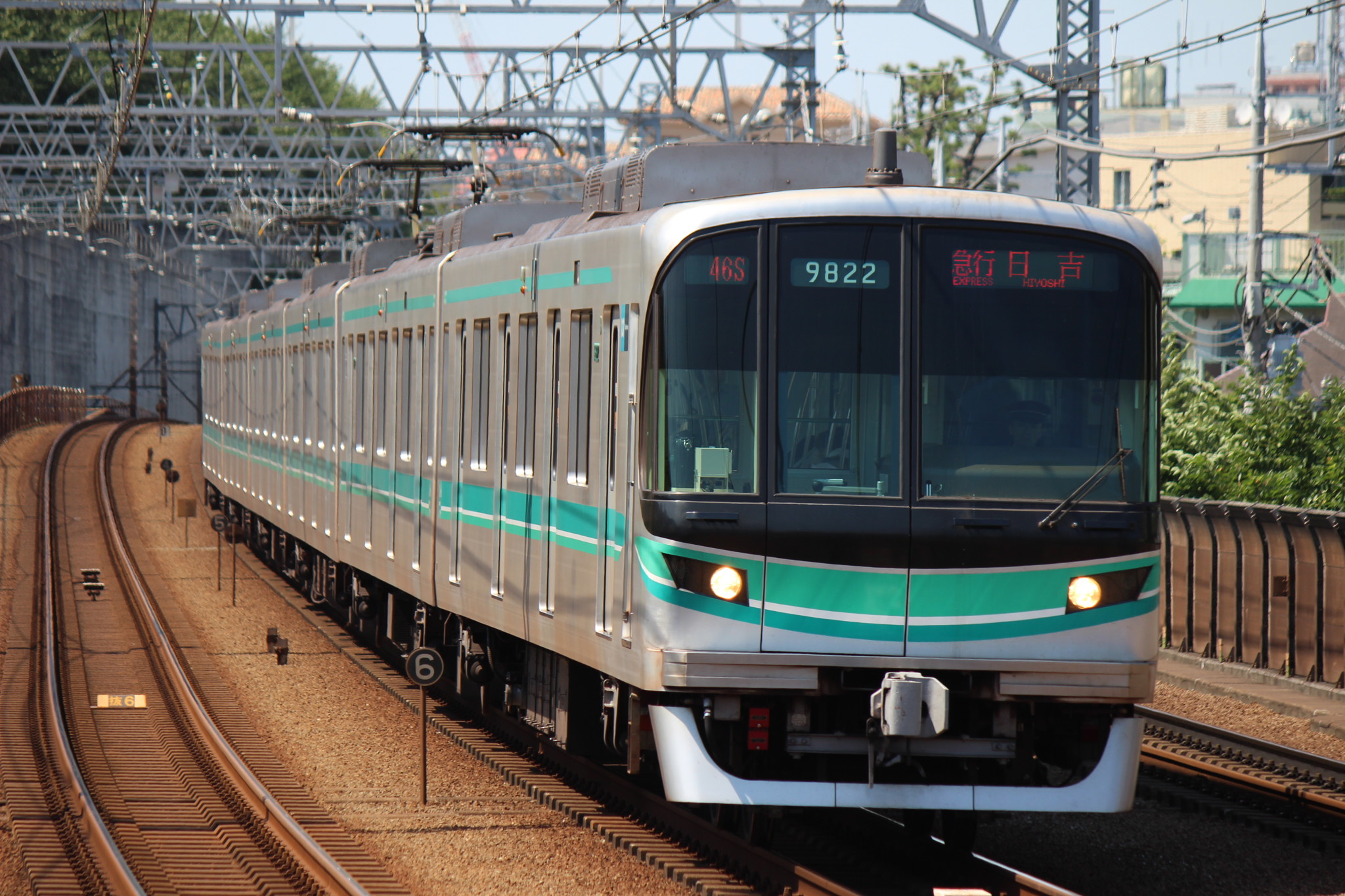
9000系（5次車）
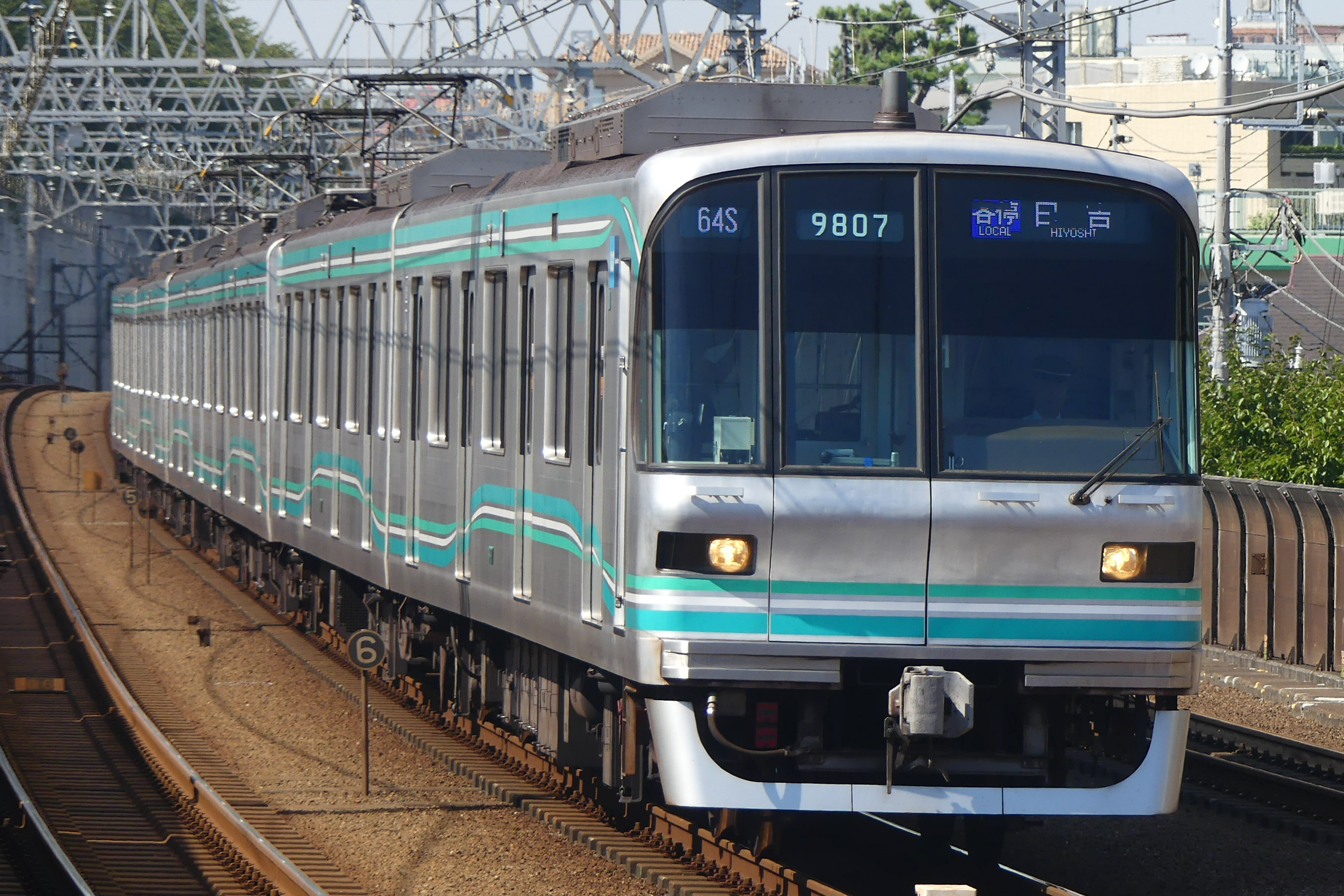
9000系（1 - 4次車、B修工事施工車）
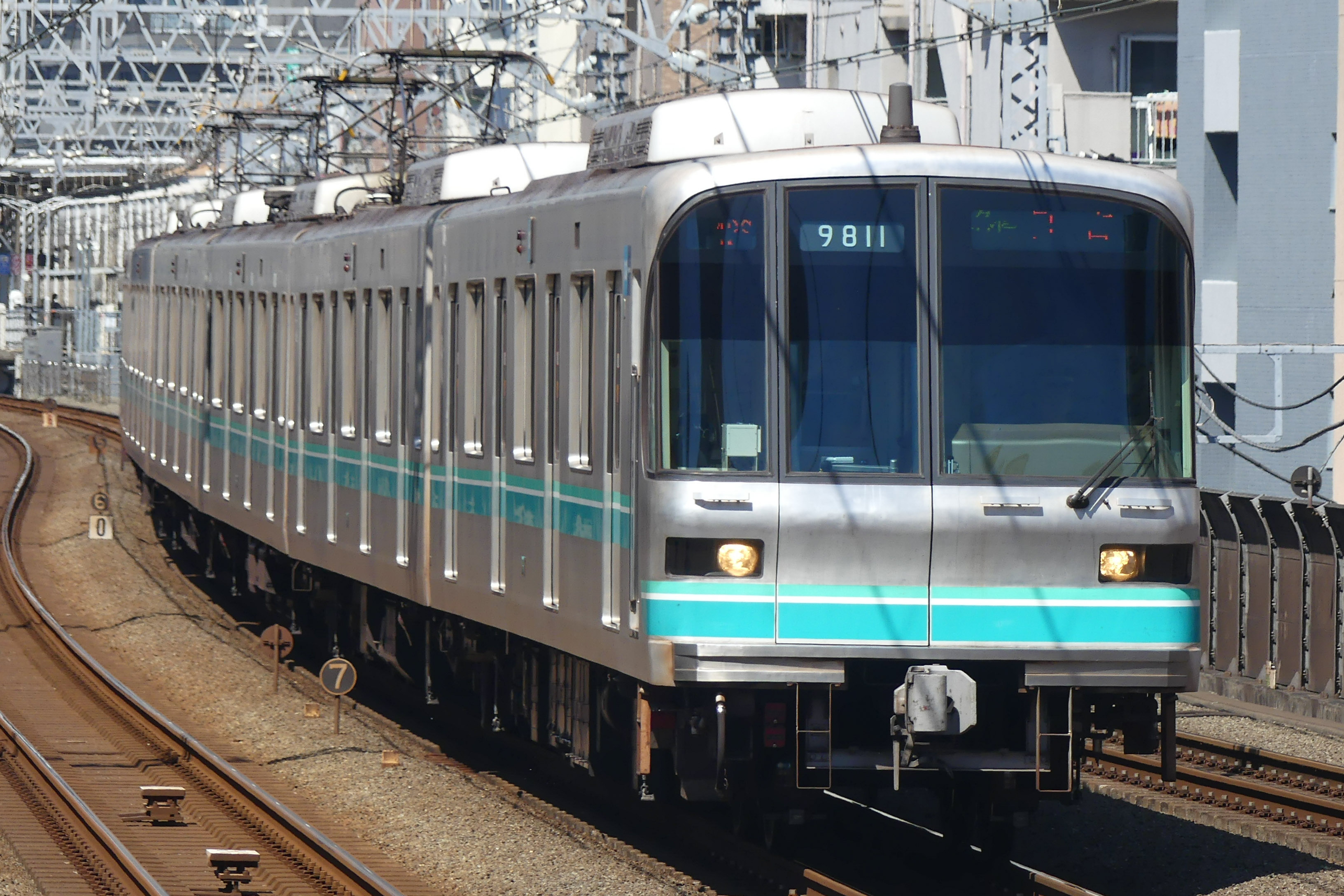
9000系（1 - 4次車）

東京都交通局

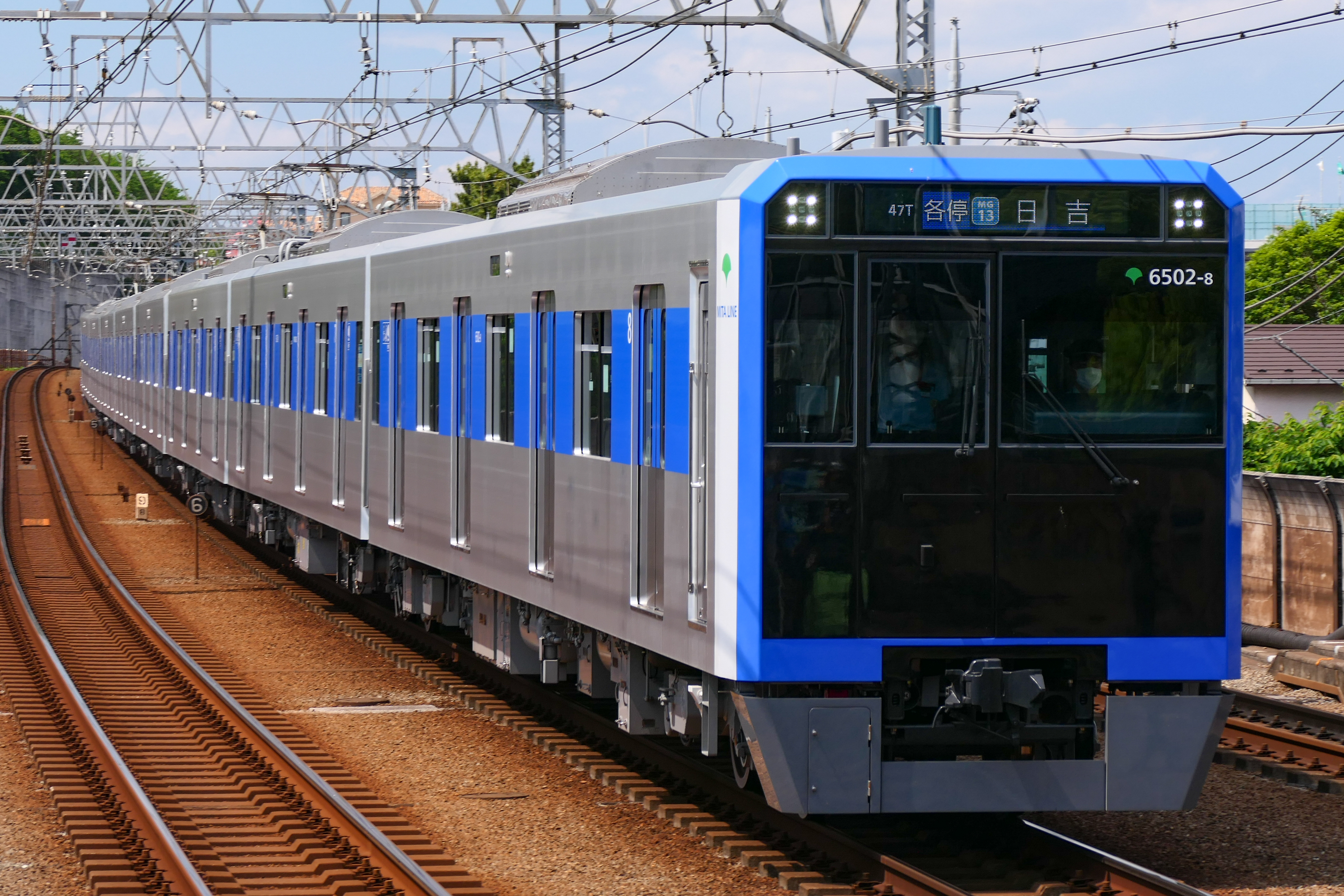
6500形（8両編成）
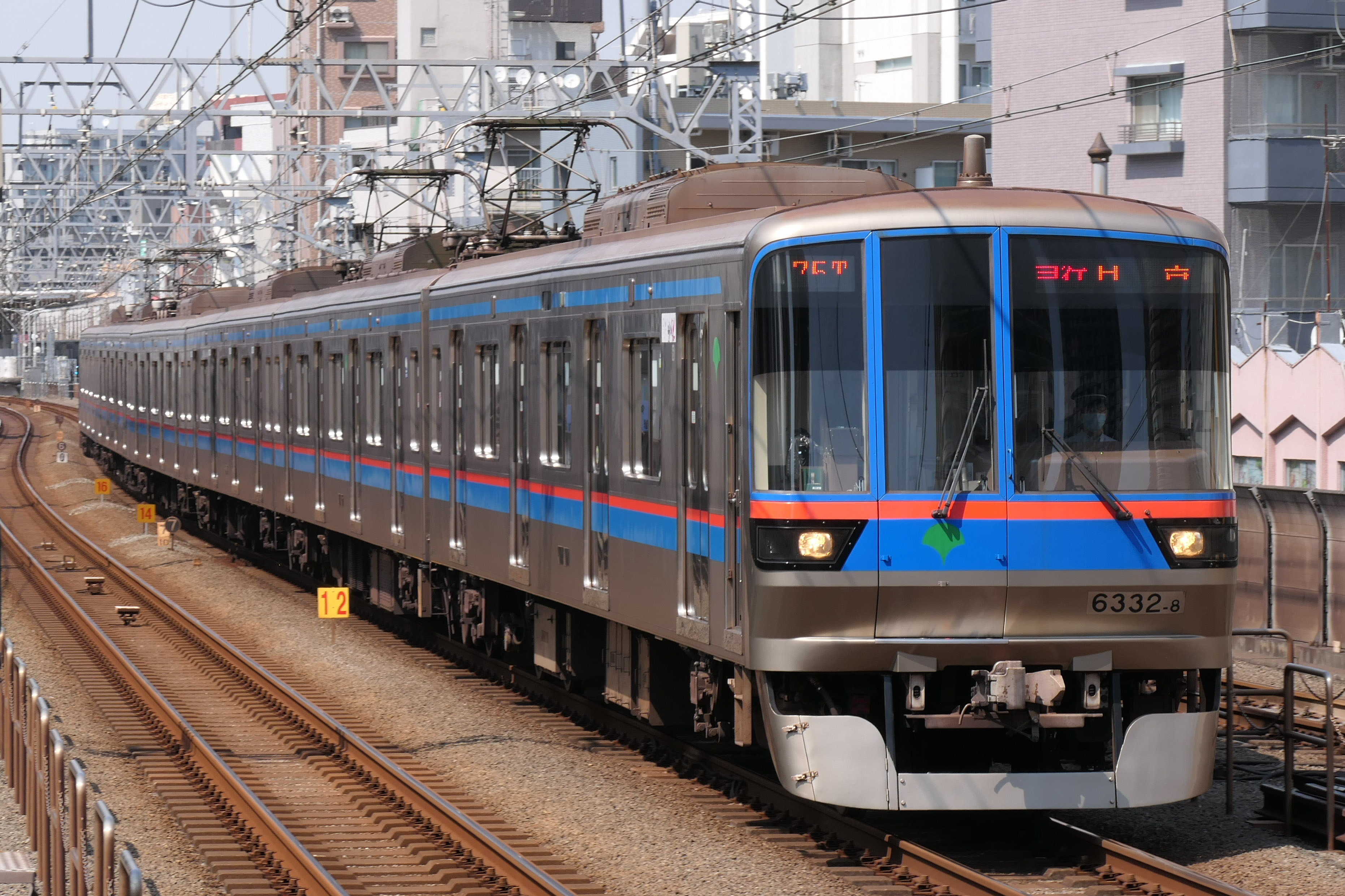
6300形（6両編成）

- 6500形
- 6300形

埼玉高速鉄道
- 2000系（6両編成）

- 2000系

## 弱冷房車・女性専用車

### 弱冷房車
東横線と直通する列車（10両編成）は9号車、目黒線と直通する列車（6・8両編成）は原則として4号車が弱冷房車となる。ただし、目黒線と直通する列車については相鉄車に限り7号車が弱冷房車となる。

### 女性専用車
東横線と直通する列車（10両編成）については、東横線と同様に平日の朝時間帯（始発から9時30分まで）において上下線とも渋谷寄り先頭車両（1号車）が女性専用車となる。日吉始発の下り東横線所属車両（10両編成）についても女性専用車の対象となっている。なお、相鉄線内では上り列車のみ実施するため、下り列車については新横浜駅で終了となる（上り列車については横浜駅方面からの東横線と同様に東京メトロ副都心線池袋駅で終了）。また、相鉄車については海老名・湘南台寄り先頭車両（10号車）にも女性専用車の表示があるが、これは相鉄線内横浜駅行きの列車で実施されるものであり、東急線内では無関係である。
目黒線と直通する列車（6・8両編成）については、女性専用車の設定はない。こちらも相鉄車については海老名・湘南台寄り先頭車両（8号車）に女性専用車の表示があるが、同様の理由で無関係である。